# Tianjin Economic and Technological Development Area

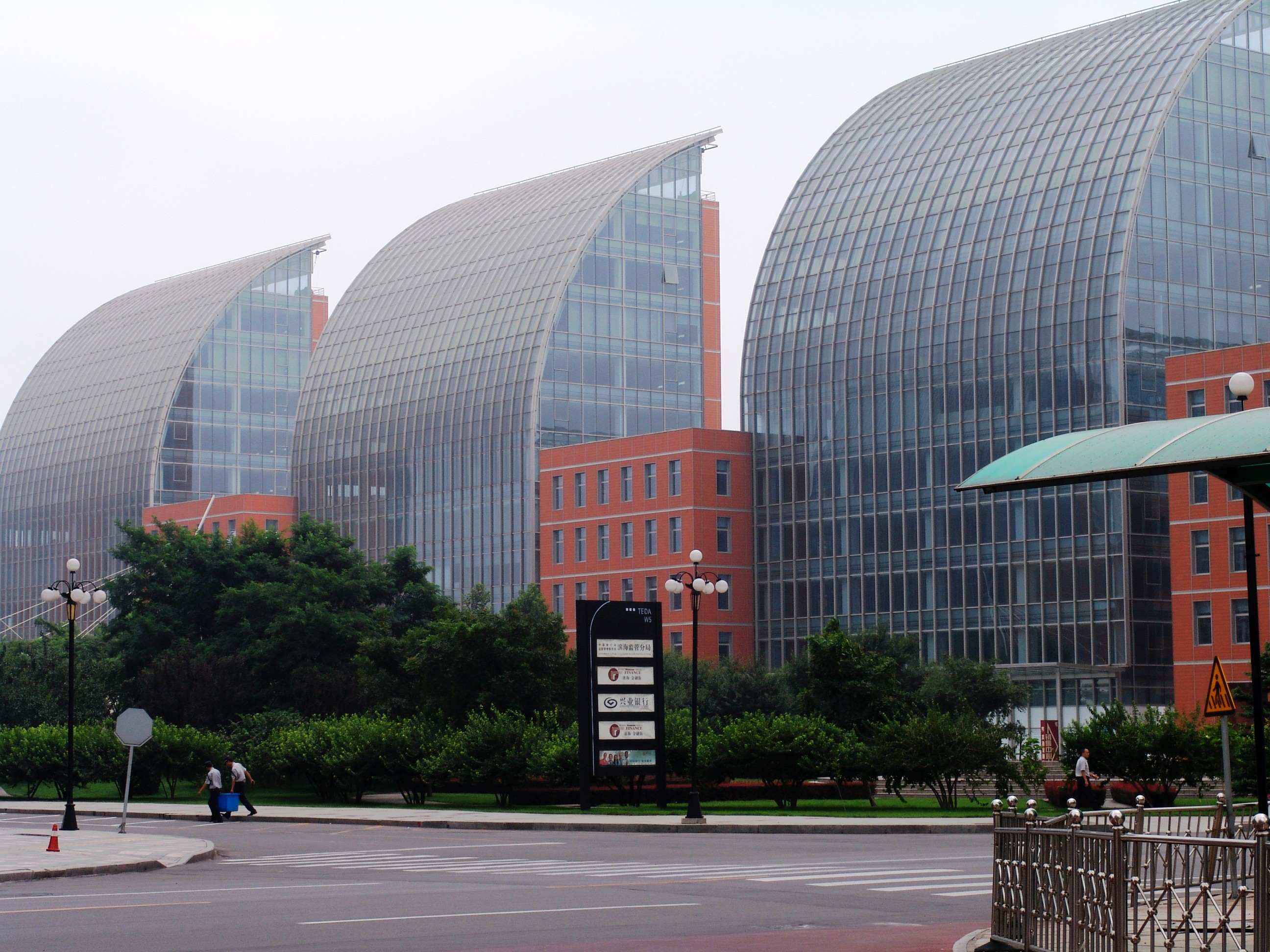
Banken in Binhai

Die Tianjin Economic and Technological Development Area (TEDA) (chinesisch 天津經濟技術開發區 / 天津经济技术开发区, Pinyin Tiānjīn Jīngjì Jìshù Kāifāqū) ist eine von mittlerweile 219 (Stand Ende 2018) Nationalen Wirtschaftsentwicklungszonen (国家级经济技术开发区) Chinas.
Ihr Zentrum liegt im heutigen Stadtbezirk Binhai der Regierungsunmittelbaren Stadt Tianjin, mit einem Hafen, einem Gewerbegebiet und einem Wohngebiet. Dazu kommen noch Zweiggebiete in anderen Stadtbezirken Tianjins.

## Geschichte
Auf einer Tagung des Präsidiums des Ortsverbands Tianjin der KPCh vom 21. bis 30. Juni 1984 wurde beraten, wie man Tianjin für ausländische Investoren öffnen und hier ein Gewerbegebiet einrichten könnte. Im Juli wurde hierzu ein konkretes Konzept erstellt, wie man die Standortvorteile einer Hafenstadt nutzen konnte, um bis zum Ende des Jahrhunderts ein modernes Industriegebiet zu schaffen. Im November 1984 besuchten hochrangige Mitglieder des Zentralkomitees der KPCh und des Staatsrats der Volksrepublik China Tianjin, um das ausgewählte Areal, eine ehemalige Meerwassersaline im damaligen Stadtbezirk Tanggu zu inspizieren. Die Standortwahl wurde gebilligt, und am 6. Dezember 1984 genehmigte der Staatsrat in einer schriftlichen Stellungnahme den Antrag auf Einrichtung einer 33 km² großen Wirtschaftsentwicklungszone.
Inzwischen haben sich über 3.300 ausländische Unternehmen in TEDA angesiedelt, darunter Weltunternehmen wie Motorola, Nestlé, Volkswagen, Continental, Airbus, SEW-Eurodrive und Novo Nordisk.

## Zweiggebiete
Neben dem ab 1984 aufgebauten Kerngebiet direkt am Meer umfasst die Wirtschaftsentwicklungszone Tianjin heute mehrere, über das gesamte Stadtgebiet verteilte Zweiggebiete:
- Westgebiet

Das früheste der Zweiggebiete ist das direkt an das auch als „Ostgebiet“ (东区) bezeichnete Kerngebiet anschließende Westgebiet (西区) im Stadtbezirk Dongli, wo sich neben Immobilien- und Dienstleistungsunternehmen auch etwas Industrie angesiedelt hat. Im Oktober 2007 fand dort auf einem 200 ha großen Gelände die Grundsteinlegung für die „Chinesische Produktionsbasis für Trägerraketen der neuen Generation“ (中国新一代运载火箭产业化基地) statt, die aus einem Raketenentwicklungs- und Herstellungsareal (火箭研制生产区), einem Areal für Raumfahrttechnik und -anwendungen (航天技术应用区) und einem Areal für Zulieferbetriebe (辅助配套区) besteht. Ende 2008 eröffnete dort die Changzheng Raketenbau GmbH, eine Tochtergesellschaft der Chinesischen Akademie für Trägerraketentechnologie, zunächst eine Werkstatt für Endmontage und Prüfung der schweren Trägerraketen Changzheng 5 und Changzheng 7.
Im Juli 2009 gründete CALT dort eine weitere Tochtergesellschaft, die Relia GmbH, die Ausrüstung für Prüflabors herstellt.
Im Januar 2011 folgte die Ruitech GmbH, ebenfalls eine Tochterfirma von CALT, die dort Verbundwerkstoffe herstellt.
2012 erbaute die Chinesische Akademie für Weltraumtechnologie dort ein Zentrum für Endmontage, Integration der Systemkomponenten und Verifizierung der Funktionalität von übergroßen Raumflugfkörpern. Noch im selben Jahr wurde auch das nun in „Forschungsinstitut für elektromechanische Raumfahrtausrüstung Tianjin“ umbenannte Forschungsinstitut 518 von CAST aus Taigu, Provinz Shanxi, nach Tianjin umgesiedelt und bildet dort zusammen mit dem AIT-Zentrum die „Entwicklungs- und Produktionsbasis für übergroße Raumflugkörper“ der Akademie für Weltraumtechnologie.
- Modernes Industriegebiet Hangu

Im ehemaligen Stadtbezirk Hangu, der nördlich an Tanggu angrenzte, wurde 1996 auf einem 15 km² großen Areal ein Modernes Industriegebiet (汉沽现代产业区) eröffnet, wo vorwiegend Firmen aus dem Hochtechnologie-Bereich angesiedelt wurden, aber auch Verlage.
- Mikroelektronikgebiet

Am 24. Mai 1996 wurde in Xiqing, westlich des Kerngebiets, ein kleines, nur 2,32 km² großes Gewerbegebiet für Firmen aus dem IT-Sektor eröffnet, das sogenannte Mikroelektronikgebiet (微电子工业区). Dies ist eines der dem Stadtzentrum von Tianjin am nächsten gelegenen Gewerbegebiete, seinerzeit das am dichtesten besetzte und – dank der großzügigen Steuerrabatte für Firmen aus dem produzierenden Sektor – den besten Return on Investment bietende Gewerbegebiet für IT-Firmen in Nordchina.
- Wissenschafts- und Industriepark Yixian

Der Wissenschafts- und Industriepark Yixian (逸仙科学工业园) im westlichen Stadtbezirk (bis 2000 Kreis) Wuqing wurde 1993 von der Tianjiner Stadtregierung ursprünglich als eigenständiges Gewerbegebiet für Hochtechnologie-Firmen aus den Bereichen Elektronik und Maschinenbau gegründet. 1996 wurde er mit der Wirtschaftsentwicklungszone Tianjin vereinigt und wird heute von der TEDA-Verwaltungskommission (天津经济技术开发区管委会) und der Bezirksregierung von Wuqing gemeinsam betreut und weiter ausgebaut.
- Industriegebiet Südhafen

2009 wurde im ehemaligen Stadtbezirk Dagang, der südlich an Tanggu angrenzte, das Industriegebiet Südhafen (南港工业区) gegründet. Auf 162 km² Land und 38 km² Wasserfläche wurde ein Hafen für Schiffe bis 50.000 Bruttoregistertonnen angelegt und im August 2011 in Betrieb genommen. In den Jahren 2014–2018 wurde der Hafen durch Ausbaggern der Fahrrinnen und Vergrößerung der Kais für Schiffe bis 100.000 BRT erweitert.
Dort wird vor allem Schwerindustrie und chemische Industrie angesiedelt, so zum Beispiel Sinopec und ein Joint Venture seines Konkurrenten PetroChina mit der russischen Rosneft.
- Mittelgebiet

Im Mai 2009 begann die Stadt Tianjin mit den Planungen für ein weiteres Industriegebiet, in dem vor allem mit petrochemischen Produkten wie Kunstharz, Kunstfasern und synthetischem Gummi arbeitende Leicht- und Textilindustrie angesiedelt werden sollte. Im Februar 2010 wurde mit den Bauarbeiten auf einem 78 km² großen Areal in Binhai begonnen, davon 42 km² Industriegebiet und 36 km² Wohngebiet. Zwei Jahre später siedelten sich die ersten Firmen auf dem zunächst „Wirtschaftszone für Leicht- und Textilindustrie“ (轻纺经济区) genannten Gelände an.
2014 wurde die Zone als „Mittelgebiet“ (中区) in TEDA integriert, nun mit besonderem Fokus auf Firmen aus dem Energiespar- und Umweltschutzsektor, erneuerbare Energien, Verbundwerkstoffe, Elektronik und Informationstechnik.
- Firmenzentralen-Park Beitang

Ebenfalls 2009 wurde auf einem insgesamt 30 km² großen Areal mit Zentrum südöstlich des Beitang-Speichersees in Binhai ein Gelände erschlossen, auf dem große Unternehmen ihre Firmenzentralen errichten konnten. Dieses zunächst als „Wirtschaftszone Beitang“ (北塘经济区) bekannte Gebiet wurde im Januar 2014 zusammen mit der Wirtschaftszone für Leicht- und Textilindustrie TEDA angeschlossen und firmiert nun als Firmenzentralen-Park Beitang (北塘企业总部园区). Neben Verwaltungsbeäuden großer Konzerne befinden sich dort auch Immobilienfirmen, Verlage, ein Golfplatz und ein Wohngebiet.

## Verkehrsanbindung
TEDA ist dicht in das Verkehrsnetz von Tianjin eingebunden. Zwei Autobahnen und eine Bahnlinie verbinden TEDA mit dem Zentrum vom Tianjin.